# 51430 Ireneclaire
51430 Ireneclaire è un asteroide della fascia principale. Scoperto nel 2001, presenta un'orbita caratterizzata da un semiasse maggiore pari a 2,3221104 UA e da un'eccentricità di 0,1363651, inclinata di 7,11367° rispetto all'eclittica.
L'asteroide è dedicato a Irene Claire Schwartz, madre di Michael Schwartz, astronomo presso gli osservatori Tenagra.